# روبرت وليامز (عسكري)
روبرت وليامز (بالإنجليزية: Robert Williams)‏ هو عسكري أمريكي، ولد في 5 نوفمبر 1829 في مقاطعة كلبيبر في الولايات المتحدة، وتوفي في 24 أغسطس 1901 في نيوجيرسي في الولايات المتحدة.